# ال‌سید (خواننده)
السید (انگلیسی: ElCid) خواننده ایرانی ارمنی‌تبار ساکن گلندیل، کالیفرنیا، است که تا کنون چهار آلبوم استودیویی منتشر نموده‌است. موزیک ویدیوهای وی توسط کوجی زادوری تهیه و توسط شرکت ترانه پخش شده‌است.
زندگی و هنرپیشگی : السید در ۲ مهر ۱۳۵۹ در خانواده ای ارمنی_تبار در تهران متولد شد . وی در سن ۲۰ سالگی به موسیقی علاقه مند شد و با آهنگ خواندن در عروسی ها خوانندگی اش را آغاز نمود . وی در سال ۲۰۰۴ به کالیفرنیا مهاجرت کرد و اکنون ساکن گندیل کالیفرنیا است . السید چهار آلبوم استودیویی به نام های جاده ،. Good times ، تو و صحنه و من منتشر کرده است و آهنگ وی توسط کوجی زادوری و شرکت ترانه پخش و نشر شده .

## آلبوم‌ها

### جاده (۱۳۸۴)
| نام ترانه                          | ترانه‌سرا    | آهنگساز (تنظیم‌کننده) | کمپانی منتشرکننده |
| ---------------------------------- | ----------- | -------------------- | ----------------- |
| ناز ناز                            | کوجی زادوری | ال‌سید (آرمن)         |                   |
| تنگ غروب                           |             |                      |                   |
| خدا یکی یار یکی                    |             |                      |                   |
| بارون {ماله منی} (ft. اندی و مهسا) | کوجی زادوری | کوجی زادوری          |                   |
| جاده                               |             |                      |                   |
| دوستت دارم                         |             |                      |                   |
| الحمد الله                         |             |                      |                   |
| جای تو خالیست                      |             |                      |                   |
| عشق چیست                           |             |                      |                   |

### Good Times (آلبوم به زبان ارمنی) (۲۰۰۶)
| نام ترانه               | ترانه‌سرا | آهنگساز (تنظیم‌کننده) | کمپانی منتشرکننده |
| ----------------------- | -------- | -------------------- | ----------------- |
| Domm Im Sirelis         |          |                      |                   |
| Arachin Sereh           |          |                      |                   |
| Yar Ays Gisher ft. Tiko |          |                      |                   |
| Herses Yeghel           |          |                      |                   |
| Remembrance             |          |                      |                   |
| Lezgi (Instrumental)    |          |                      |                   |
| Ko Hooysv               |          |                      |                   |
| Garod                   |          |                      |                   |

### تو (۱۳۸۶)
| نام ترانه              | ترانه‌سرا    | آهنگساز (تنظیم‌کننده) | کمپانی منتشرکننده |
| ---------------------- | ----------- | -------------------- | ----------------- |
| نفرین                  |             |                      |                   |
| مستی و راستی           |             |                      |                   |
| ابرهای جنوب            |             |                      |                   |
| یکی یکی                |             |                      |                   |
| Doo Im Sirelis (رمیکس) |             |                      |                   |
| قمار                   |             |                      |                   |
| باهاتم                 |             |                      |                   |
| توتو (با هلن)          | کوجی زادوری |                      |                   |

### صحنه و من (۱۳۸۸/۲۰۰۹)
| نام ترانه            | ترانه‌سرا    | آهنگساز (تنظیم‌کننده)             | کمپانی منتشرکننده |
| -------------------- | ----------- | -------------------------------- | ----------------- |
| دلم تنگ برات         |             |                                  |                   |
| عذاب                 |             |                                  |                   |
| کلاغ‌ها               |             | (فردمیرزا)                       |                   |
| تاپ تاپ              | کوجی زادوری | ال‌سید (تاده آبولیان)             |                   |
| بارون                |             |                                  |                   |
| گلی (ft سامیار)      | سامیار      | سامیار و ال‌سید (اولیویر واروژان) |                   |
| جان مریم             |             |                                  |                   |
| گریه نکن             |             |                                  |                   |
| مدلی (به زبان ارمنی) |             |                                  |                   |
| تاج و پرسپولیس       |             |                                  |                   |
| خانم خانم‌ها          |             |                                  |                   |

### تک‌ترانه‌ها
| نام ترانه                                               | ترانه‌سرا       | آهنگساز (تنظیم‌کننده)          | کمپانی منتشرکننده |
| ------------------------------------------------------- | -------------- | ----------------------------- | ----------------- |
| می‌خوام باهام برقصی                                      |                |                               |                   |
| مست چشات                                                |                |                               |                   |
| گل‌اندام                                                 | نیما اسفندیاری | فرزاد واثقی (فرزاد واثقی)     | شرکت ترانه        |
| آبادان                                                  | نیما اسفندیاری | فرزاد واثقی (فرزاد واثقی)     | شرکت ترانه        |
| سفره (به سه زبان ارمنی، آشوری و فارسی)                  |                | (پوریا احمدی)                 |                   |
| دوست دارم                                               | نوید غیاثی     | آرمین مکری (علی‌نیا)           |                   |
| چرا که نه                                               | مریم اسدی      | علی میرعرب (علی‌نیا)           |                   |
| می‌خوامت                                                 | نسرین ساعدی    | ایمان یمینی (علی‌نیا)          |                   |
| جذاب                                                    | امیر شیرازی    | رضا وحدانی (پوریا احمدی)      |                   |
| مژده (ft. آرمین ویگن) (به سه زبان ارمنی، آشوری و فارسی) |                |                               |                   |
| سرزمین رؤیایی                                           | عرفان سلیمی    | آدولف هوسپیان (آدولف هوسپیان) |                   |

آغاز فعالیت : وی در سال ۲۰۰۵ وارد دنیای موسیقی شد و با آهنگ بارون اشکات چشات با همخوانی مهسا ناوی و اندی معروف شد . او در اواسط دهه ۸۰ شمسی با آهنگ تو تو با همخوانی هلن ماتووسیان خواننده زن ایرانی ارمنی معروف شد و به شهرت رسید و در دهه ۸۰ شمسی دوران شهرت وی بود و با آهنگ های جان مریم و تو تو و بارون و جای تو خالیست ( رویا ) کولاک به پا کرد اما از سال ۱۳۹۰ به بعد با افت شدید صدا مواجه شد و صدای وی خش دار و خراب شد و بعد از ۱۶ سال با آهنگ یه چشمک که منتشر کرد دارای صدای خش دار و ضعیفی بود و از وی انتقادهای منفی شد و حتی پیج اینستاگرام خود را بست ...